# Distribuzione di Dirichlet
In teoria della probabilità la distribuzione di Dirichlet, spesso denotata con {\displaystyle \operatorname {Dir} ({\boldsymbol {\alpha }})}, è una distribuzione di probabilità continua, dipendente da un vettore di numeri reali positivi {\displaystyle \alpha }, che generalizza la variabile casuale Beta nel caso multivariato. Prende il nome dal matematico tedesco Peter Gustav Lejeune Dirichlet.
Ha come funzione di densità di probabilità
{\displaystyle f(x_{1},x_{2},\ldots ,x_{k}|\alpha _{1},\alpha _{2},\ldots ,\alpha _{k})={\frac {\Gamma (\alpha )}{\Gamma (\alpha _{1})\Gamma (\alpha _{2})\ldots \Gamma (\alpha _{k})}}x_{1}^{\alpha _{1}-1}x_{2}^{\alpha _{2}-1}\ldots x_{k}^{\alpha _{k}-1},}
dove {\displaystyle \alpha =\alpha _{1}+\alpha _{2}+\ldots +\alpha _{k}} e {\displaystyle x_{1},\dots ,x_{k}} sono numeri reali positivi tali che
{\displaystyle x_{1}+\cdots +x_{k}=1.}
Il suo valore atteso è
{\displaystyle E(X_{i})={\frac {\alpha _{i}}{\alpha }},}
la moda è
{\displaystyle x_{i}={\frac {\alpha _{i}-1}{\alpha -k}},\quad \alpha _{i}>1,}
mentre la varianza è
{\displaystyle \operatorname {Var} (X_{i})={\frac {(\alpha -\alpha _{i})\alpha _{i}}{\alpha ^{2}(\alpha +1)}}.}
Inoltre, per ogni coppia {\displaystyle X_{i},X_{j}} con {\displaystyle i\neq j}, si ha che la covarianza è
{\displaystyle \operatorname {Cov} (X_{i},X_{j})=-{\frac {\alpha _{i}\alpha _{j}}{\alpha ^{2}(\alpha +1)}}.}

## Teoremi

### La distribuzione Beta come caso particolare
Se {\displaystyle k=2} e {\displaystyle X_{2}=1-X_{1}}, allora {\displaystyle X_{1}} è distribuita come una variabile casuale Beta {\displaystyle \operatorname {Beta} (\alpha _{1},\alpha _{2}).}

### La distribuzione di Dirichlet come distribuzione a priori coniugata della distribuzione Multinomiale
Nell'ambito dell'inferenza bayesiana la variabile casuale di Dirichlet è una distribuzione a priori coniugata della variabile casuale multinomiale in quanto se si applica alla
{\displaystyle f(x_{1},x_{2},\ldots ,x_{k}|\theta _{1},\theta _{2},\ldots ,\theta _{k})=\operatorname {Multinomiale} _{k}(\theta _{1},\theta _{2},\ldots ,\theta _{k})}
una distribuzione a priori delle {\displaystyle \theta _{i}} corrispondente ad una variabile casuale di Dirichlet
{\displaystyle g(\theta _{1},\theta _{2},\ldots ,\theta _{k})=\operatorname {Dir} _{k}(\alpha _{1},\alpha _{2},\ldots ,\alpha _{k}),}
allora la distribuzione a posteriori delle {\displaystyle \theta _{i}} è anch'essa una variabile casuale di Dirichlet, ma con i parametri incrementati dai valori osservati:
{\displaystyle g(\theta _{1},\theta _{2},\ldots ,\theta _{k}|(x_{1},x_{2},\ldots ,x_{k})=\operatorname {Dir} _{k}(\alpha _{1}+x_{1},\alpha _{2}+x_{2},\ldots ,\alpha _{k}+x_{k}).}
Questo teorema può essere visto come una generalizzazione multivariata dell'equivalente teorema univariato, che coinvolge variabile casuale binomiale al posto della multinomiale e la variabile casuale Beta al posto della Dirichlet.

### Dalla Gamma (Erlang B) alla Dirichlet
Se si hanno {\displaystyle k} indipendenti variabili casuali distribuite ciascuna come una variabile casuale Gamma con un parametro comune a tutti e unitario e un parametro individualizzato (si tratta dunque di variabili casuali dette Erlang B, ciascuna con il proprio parametro)
{\displaystyle Y_{i}\sim \operatorname {Gamma} (\alpha _{i},1),}
definendo la loro somma come
{\displaystyle V=\sum _{i=1}^{k}Y_{i}\sim \operatorname {Gamma} (\sum _{i=1}^{k}\alpha _{i},1),}
allora si ha che
{\displaystyle (X_{1},\ldots ,X_{k})=(Y_{1}/V,\ldots ,Y_{k}/V)\sim \operatorname {Dir_{k}} (\alpha _{1},\ldots ,\alpha _{k}).}